# Amphistomus pygmaeus
Amphistomus pygmaeus är en skalbaggsart som beskrevs av Matthews 1974. Amphistomus pygmaeus ingår i släktet Amphistomus och familjen bladhorningar. Inga underarter finns listade i Catalogue of Life.